# Lactiforis takii
Lactiforis takii is een slakkensoort uit de familie van de Amphibolidae. De wetenschappelijke naam van de soort is voor het eerst geldig gepubliceerd in 1928 door Kuroda.